# オズ・キッズ
『オズ・キッズ』（Oz Kids）はTBS系で放映されたテレビアニメ。放映期間は1995年10月7日から1996年3月30日。土曜17時30分 - 18時（HBCテレビは1日遅れの日曜6時15分 - 6時45分）に放送されていた。
『オズの魔法使い』に登場したキャラクターの2世たちが、新たな冒険を繰り広げる物語。

## スタッフ
- アニメーション制作：ハイペリオン・エンタテイメント（アメリカ）

## 登場人物 (声の出演)
- ドット（日髙のり子→池本小百合（23話から））

ドロシーの娘で、8歳の女の子
- ネディ（矢島晶子）

ドットの弟、5歳。
- カカシボーイ（渡辺美佐）

かかし男の息子。難しい問題もすぐに解く事ができる天才少年。
- ブリキボーイ（喜田あゆみ）

ブリキ男の息子。手先が器用。
- ベラ（かないみか）

ポリスの双子の姉。気が強いライオンの女の子。
- ボリス（川田妙子）

ベラの双子の弟。気弱で恥ずかしがり屋。
- ジャック（岩坪理江）

カボチャの少年で気が弱い。
- フランク（亀井芳子）

パソコンが得意な天才少年。
- アンドリア（小林優子）

魔法使いのいたずら好きな女の子。
- トト・2

犬、いたずら好き。
- リック（藤本譲）

ニューヨークでホームレスをしながら暮らす天涯孤独な中年男性。ネディに誘われ、オズの国で住む。船乗りの弟がいる。
- オットー（鈴木みえ）

オズの国でドット達に嫌がらせ行為を行う少年。魔法のベルトを所持している。
- モンビ（片岡富枝）

悪い魔女。魔法のベルトを手に入れ、オズの国を支配していた。
- Dr.オズ（村越伊知郎）

ほか
| TBS 土曜夕方5時30分枠 | TBS 土曜夕方5時30分枠 | TBS 土曜夕方5時30分枠 |
| 前番組                | 番組名                | 次番組                |
| --------------------- | --------------------- | --------------------- |
| ウルトラマンG         | オズ・キッズ          | B'T-X                 |